# 亚历山大·格雷厄姆·贝尔

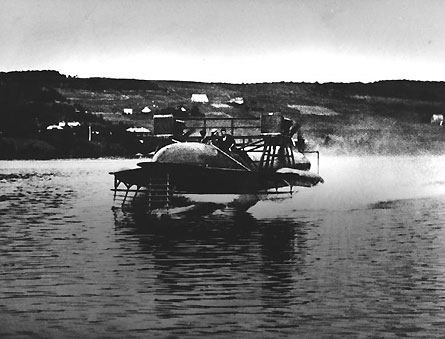
图中为亚历山大所发明的 HD－4水翼船

亚历山大·格雷厄姆·贝尔（英語：Alexander Graham Bell，1847年3月3日—1922年8月2日）是一位蘇格蘭出身的發明家及企业家。他獲得了世界上第一台可用的电话机的专利，与安东尼奥·梅乌奇、伊莱沙·格雷一同被认为是电话的发明者。贝尔创建了貝爾電話公司（AT&T公司的前身）。同時也是國家地理學會的創辦人之一與第二任主席。

## 简历
1847年3月3日亞歷山大·格拉漢姆·貝爾出生於蘇格蘭爱丁堡。
1870年贝尔移民到加拿大，一年后到美国。1882年他加入美国国籍。
贝尔本人是一个声学生理学家和聋哑人语的教师。贝尔的父亲、祖父、兄弟的工作都与演说术和发声法有关，他的母亲和妻子是聋人，这一切都深刻影响着贝尔一生的工作。他对听力和语言的研究，进一步引导他发明实验听力设备，此设备最终使贝尔在1876年被授予第一个针对电话的美国专利。在他之前，德国人菲利普·雷斯曾发明过一台电话机，但其传声效果极差，实际上无法使用。1876年3月10日贝尔与他的同事试验了世界上第一台可用的电话机。
贝尔认为他最有名的发明會打扰他的科学工作，因此拒绝在他的工作室中装电话。此外贝尔还发明了一台测量听力的仪器，一台可用来发现人体内金属的仪器以及其它一些发明创造。
贝尔拥有电话的发明专利，但是有人也指出，从意大利移民到美国的安東尼奧·穆齊才是电话的发明者。美國國會2002年6月15日269號決議確認安東尼奧·穆齊為電話的發明人。但加拿大国会于2002年6月21日通过决议，重申贝尔是电话的发明者。
除了發明電話，亚历山大·格雷厄姆·贝尔還發明了載人的巨型風箏，为加拿大海军发明了用于在二战时与德国U型潛艇抗衡的水翼船，改良了留聲機。许多其他的发明在贝尔晚年生活中留下记号，包括在光通信、水翼船及航空等方面的开创性工作。
1922年8月2日亞歷山大·格拉漢姆·貝爾逝世於加拿大巴德克。

## 商业
亚历山大·格雷厄姆·贝尔与他在金融界的两位朋友一起于1877年7月9日创建貝爾電話公司。并且于1881年被AT&T公司收购，为负责其公司长途通信。

## 貝爾的聲音重現
貝爾在1885年4月15日，在一次實驗中把自己說話的聲音錄在一張紙音盤上，成為人類史上的第一張用聲音簽名的音盤。此紙音盤長時間被保存在史密森博物館（Smithsonian Museum），直到科學家以最新的資訊科技，在無需破壞脆弱音盤下而重現錄音。2013年4月，在跨越了130年後，外界終於可以聽到貝爾的原音，在公布的錄音中可以聽到貝爾以濃重蘇格蘭腔調數著連串數字，並在最後以：「聽聽我的聲音。──亞歷山大·格拉漢姆·貝爾」結束了這段傳奇錄音。

### 专利
U.S. patent images in TIFF format
- 美國專利第161,739号 Improvement in Transmitters and Receivers for Electric Telegraphs, filed March 1875, issued April 1875 (multiplexing signals on a single wire)
- 美國專利第174,465号 Improvement in Telegraphy, filed February 14, 1876, issued March 7, 1876 (Bell's first telephone patent)
- 美國專利第178,399号 Improvement in Telephonic Telegraph Receivers, filed April 1876, issued June 1876
- 美國專利第181,553号 Improvement in Generating Electric Currents (using rotating permanent magnets), filed August 1876, issued August 1876
- 美國專利第186,787号 Electric Telegraphy (permanent magnet receiver), filed January 15, 1877, issued January 30, 1877
- 美國專利第235,199号 Apparatus for Signalling and Communicating, called Photophone, filed August 1880, issued December 1880
- 美國專利第757,012号 Aerial Vehicle, filed June 1903, issued April 1904

### 多媒体
- Alexander Graham Bell（页面存档备份，存于） at The Biography Channel
- 互联网电影数据库（IMDb）上《The Story of Alexander Graham Bell(1939)》的资料（英文）
- Alexander Graham Bell portrayed by John Bach.  (Television production). Canada, New Zealand, Ireland: Atlantis Films. 1992.
- 互联网电影数据库（IMDb）上《The Animated Hero Classics: Alexander Graham Bell(1995)》的资料（英文）
- Gray, Charlotte. . Smithsonian Magazine. May 2013  [2017-01-26]. （原始内容存档于2013-12-28）.
- Shaping The Future, from the Heritage Minutes and Radio Minutes collection at HistoricaCanada.ca (1:31 audio drama, Adobe Flash required)

| 非組織職務                  | 非組織職務                 | 非組織職務                |
| --------------------------- | -------------------------- | ------------------------- |
| 前任者： 加德納·格林·赫巴德 | 國家地理學會主席 1897–1904 | 繼任者： 威廉·若望·密可吉 |